# Balfour Stewart

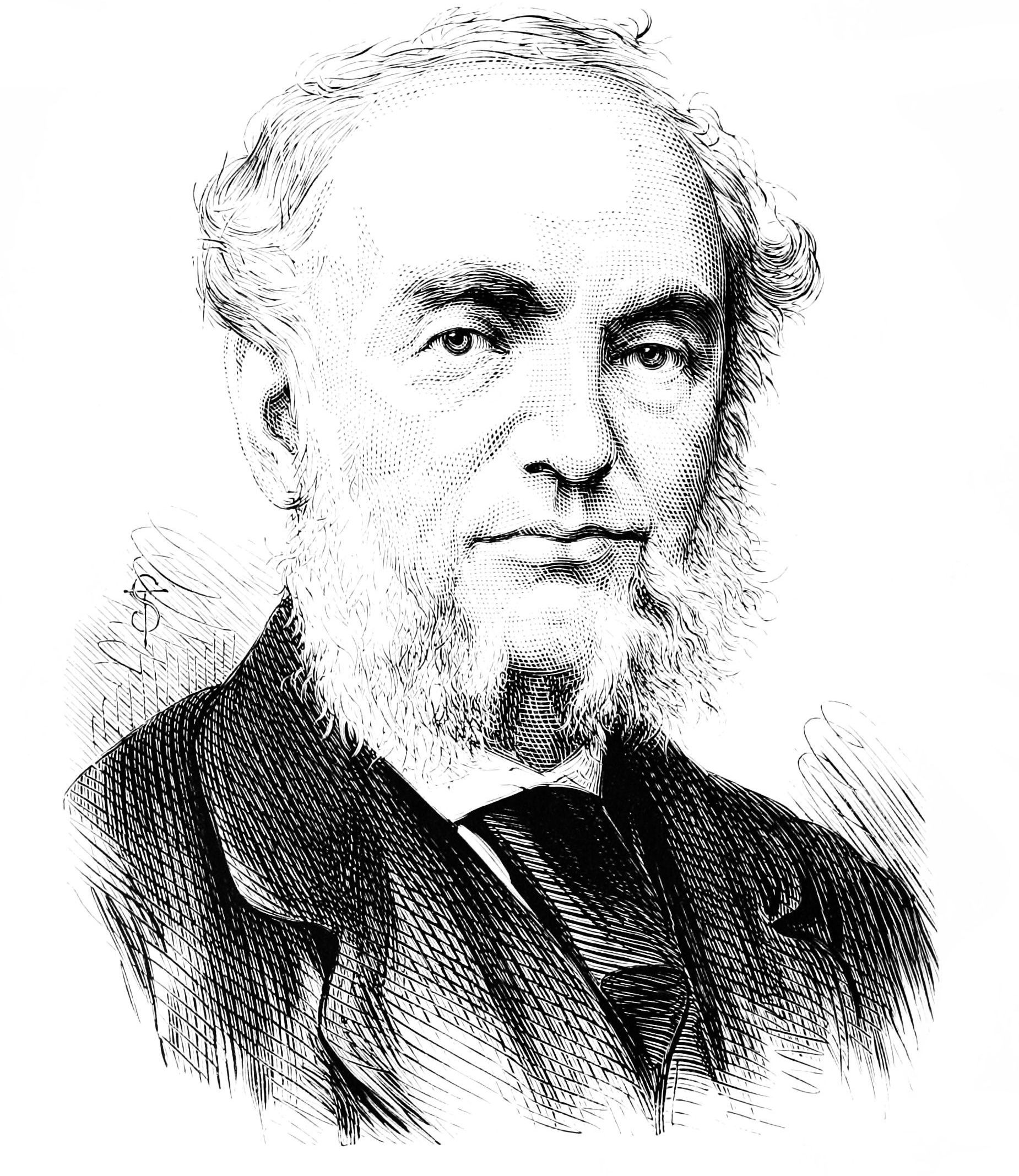
Balfour Stewart

Balfour Stewart (* 1. November 1828 in Edinburgh; † 19. Dezember 1887 in Drogheda, Irland) war ein schottischer Physiker.

## Werdegang
Nach seinem Studium an der Universität Edinburgh und in St. Andrews arbeitete er eine Zeit lang in Australien für seinen Vater, einen Teehändler. Nachdem er nach Schottland zurückgekehrt war, widmete er sich wieder der Physik und wurde 1856 Assistent von James David Forbes, 1859 schließlich Direktor des Kew Observatory. Stewart forschte auf dem Gebiet der Meteorologie und des Erdmagnetfeldes.
Im Jahr 1868 erhielt er für seine Arbeiten die Rumford Medal der Royal Society, in die er sechs Jahre vorher aufgenommen wurde. Zu seinen wichtigsten Veröffentlichungen zählen Observations with a Rigid Spectroscope, Heating of a Disc by Rapid Motion in Vacuo, Thermal Equilibrium in an Enclosure Containing Matter in Visible Motion und Internal Radiation in Uniaxal Crystals.
1870 wurde er als erster Langworthy Professor für Physik ans Owens College in Manchester berufen. Diesen Posten behielt er bis zu seinem Tode. 1876 wurde er in die American Academy of Arts and Sciences gewählt. Seit 1859 war er Ehrenmitglied (Honorary Fellow) der Royal Society of Edinburgh.
Von 1885 bis 1887 war Stewart der zweite Präsident der Society for Psychical Research.
Stewart Balfour starb am 19. Dezember 1887 auf seinem Landsitz in Irland.